# Géant de Castelnau

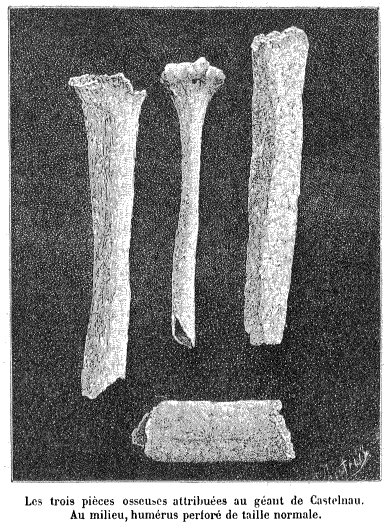
Les trois fragments osseux attribués au « géant de Castelnau », d'après Georges Vacher de Lapouge.

L'expression « géant de Castelnau » fait référence à trois fragments d'ossements fossiles découverts par l'anthropologue Georges Vacher de Lapouge en 1890. Les fragments de diaphyse (fragments d'humérus, de tibia et de fémur, mais l'auteur évoque des doutes concernant la détermination anatomique des fragments) en question ont été mis au jour dans le tertre d'un tumulus funéraire datant du début de l'âge du Bronze et sont donc antérieurs, néolithiques voire plus anciens. Selon leur inventeur, ils seraient « incontestablement humains malgré leur grosseur énorme » et auraient appartenu à un individu d'« une taille probable de 3m,50 ».

## Découverte
Les ossements ont été découverts par l'anthropologue Georges Vacher de Lapouge dans une nécropole de l'âge du bronze à Castelnau-le-Lez en France durant l'hiver 1890. Ses résultats ont été publiés dans la revue La Nature. La hauteur de l'individu a été estimée à environ 3,50 m par Lapouge. Les ossements pourraient dater de la période néolithique, car ils ont été trouvés dans la terre d'un tumulus de l'âge du Bronze. L'article de la revue est illustré par une gravure montrant ce qui a été identifié comme des fragments diaphysaires d'humérus, de tibia et de fémur. Ils sont comparés à un fragment d'humérus humain de taille normale provenant du même gisement.

Lapouge décrit les ossements en détail : 

« Je crois inutile de remarquer que ces os sont incontestablement humains malgré leur grosseur énorme, et le seul doute qu'ils puissent soulever porte sur la signification de ce volume insolite.
 La première pièce est la partie moyenne d'une diaphyse de fémur. […] La circonférence de l'os est de 0m,16, la longueur du fragment, 0m,14, la forme presque cylindrique. […] La seconde pièce, plus caractérisée, est la partie moyenne et supérieure d'une diaphyse de tibia. […] La circonférence est de 0m,13 au  trou nourricier, la longueur du fragment, 0m,26. […] La troisième, très singulière, a été regardée par de bons anatomistes comme la partie inférieure d'un humérus, par d'autres comme celle d'un fémur, et de fait, ressemble aussi peu à l'un qu'à l'autre. […] Par son état physique cette pièce suspecte ne se rapporte pas aux deux autres qui peuvent provenir, au contraire, d'un même individu. Celles-ci ont en volume plus du double des pièces normales auxquelles elles correspondent. À en juger par les intervalles habituels des points anatomiques, elles supposent des longueurs également à peu près doubles. […] Le sujet aurait eu une taille probable de 3m,50. »

Les os du « géant de Castelnau » ont été étudiés à l'Université de Montpellier et examinés par M. Sabatier, professeur de zoologie à l'Université de Montpellier, et M. Delage, professeur de paléontologie à l'Université de Montpellier, en plus d'autres anatomistes. En 1892, les ossements ont été soigneusement étudiés par le Dr Paul Louis André Kiener, professeur d'anatomie-pathologique à la Faculté de médecine de Montpellier, pour lequel il a admis qu'ils représentaient une « très grande race », mais néanmoins constaté les anomalies dans les dimensions et apparemment de « croissance morbide ».
En 1894, les comptes rendus de presse mentionnent la découverte d'autres ossements de géants humains dans un cimetière préhistorique à Montpellier, à 5 km au sud-ouest de Castelnau, tandis que les ouvriers creusaient près d'un réservoir d'eau. Des crânes de « 71, 79 et 81 centimètres de circonférence » furent mentionnés ainsi que d'autres os de proportions gigantesques indiquant qu'ils appartenaient à une race d'hommes mesurant « entre 3 et 4,6 m de hauteur. » Les os auraient été envoyés à l'Académie de Paris pour une étude plus approfondie,.